# Progressione del record mondiale dei 400 metri ostacoli maschili

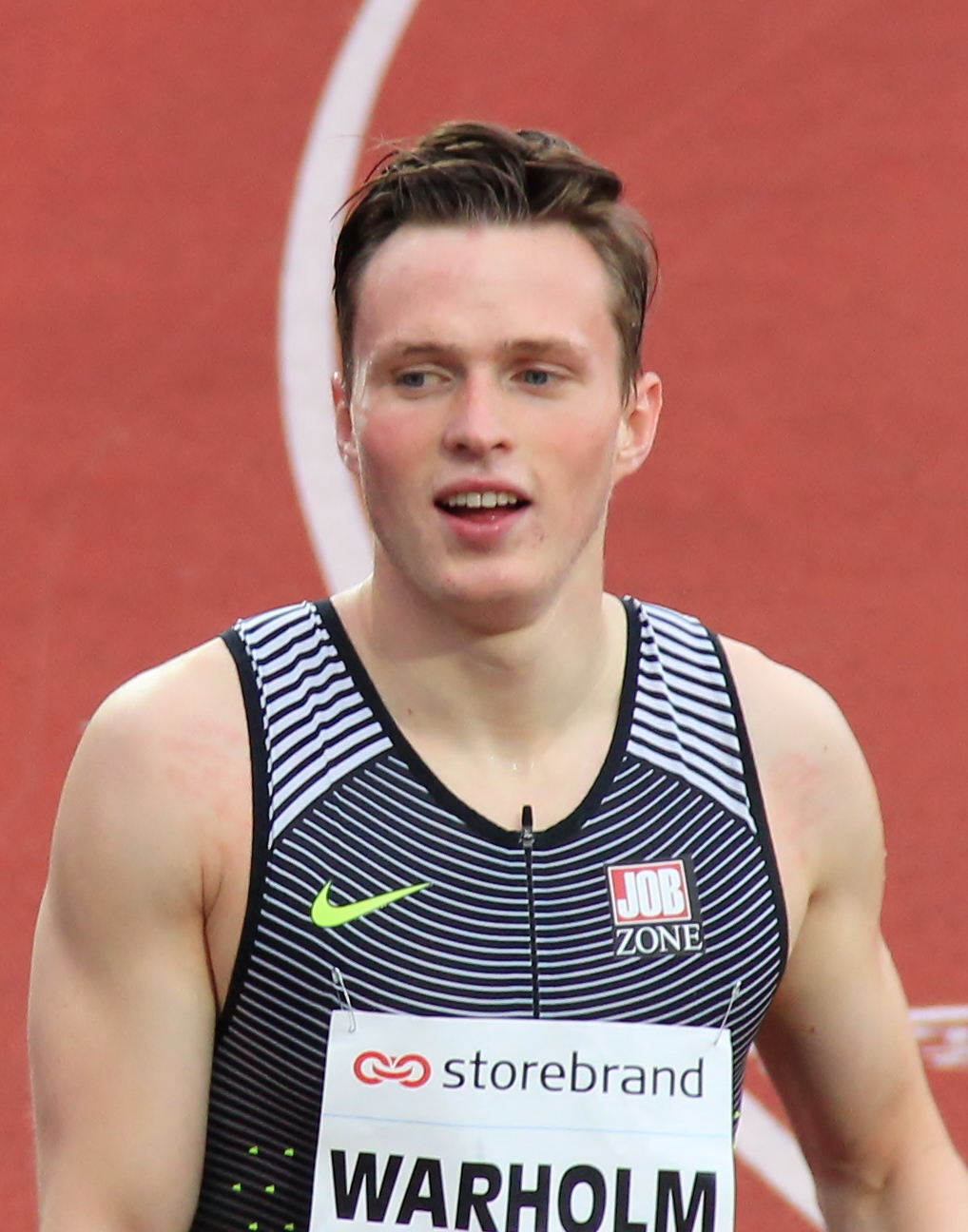
Karsten Warholm, detentore del record mondiale della specialità

La voce seguente illustra la progressione del record mondiale dei 400 metri ostacoli maschili di atletica leggera.
Il primo record mondiale maschile venne riconosciuto dalla federazione internazionale di atletica leggera nel 1912, quando venne ratificato il primato di Charles Bacon ottenuto ai Giochi olimpici di Londra 1908. Dal 1975 la federazione internazionale ha accettato anche il cronometraggio elettronico per i record nelle distanze fino ai 400 metri e dal 1977 ha richiesto, per l'omologazione dei record, unicamente il cronometraggio elettronico al centesimo di secondo.
L'ugandese John Akii-Bua, vincitore dei Giochi olimpici di Monaco di Baviera 1972 col tempo di 47"82, è stato riconosciuto come primo detentore del record mondiale con cronometraggio elettronico. Ad oggi, la World Athletics ha ratificato ufficialmente 23 record mondiali di specialità.

## Progressione
| Tempo                      | Atleta            | Nazione               | Luogo                      | Data              | Note  |
| -------------------------- | ----------------- | --------------------- | -------------------------- | ----------------- | ----- |
| 55"0 m                     | Charles Bacon     | Stati Uniti d'America | Londra, Regno Unito        | 22 luglio 1908    |       |
| 54"0 m                     | Frank Loomis      | Stati Uniti           | Anversa, Belgio            | 16 agosto 1920    |       |
| 53"8 m                     | Sten Pettersson   | Svezia                | Colombes, Francia          | 4 ottobre 1925    |       |
| 52"6 m                     | Johnny Gibson     | Stati Uniti           | Lincoln, Stati Uniti       | 2 luglio 1927     | y     |
| 52"0 m                     | Morgan Taylor     | Stati Uniti           | Filadelfia, Stati Uniti    | 4 luglio 1928     |       |
| 52"0 m                     | Glenn Hardin      | Stati Uniti           | Los Angeles, Stati Uniti   | 1º agosto 1932    | [ 3 ] |
| 51"8 m                     | Glenn Hardin      | Stati Uniti           | Milwaukee, Stati Uniti     | 30 giugno 1934    |       |
| 50"6 m                     | Glenn Hardin      | Stati Uniti           | Stoccolma, Svezia          | 26 luglio 1934    |       |
| 50"4 m                     | Jurij Lituev      | Unione Sovietica      | Budapest, Ungheria         | 20 settembre 1953 |       |
| 49"5 m                     | Glenn Davis       | Stati Uniti           | Los Angeles, Stati Uniti   | 29 giugno 1956    |       |
| 49"2 m                     | Glenn Davis       | Stati Uniti           | Budapest, Ungheria         | 6 agosto 1958     |       |
| 49"2 m                     | Salvatore Morale  | Italia                | Belgrado, Jugoslavia       | 14 settembre 1962 |       |
| 49"1 m                     | Rex Cawley        | Stati Uniti           | Los Angeles, Stati Uniti   | 13 settembre 1964 |       |
| 48"8 m                     | Geoff Vanderstock | Stati Uniti           | Echo Summit, Stati Uniti   | 11 settembre 1968 | [ 4 ] |
| 48"1 m                     | David Hemery      | Gran Bretagna         | Città del Messico, Messico | 15 ottobre 1968   | [ 5 ] |
| 47"8 m                     | John Akii-Bua     | Uganda                | Monaco, Germania Ovest     | 2 settembre 1972  |       |
| Cronometraggio elettronico |                   |                       |                            |                   |       |
| 47"82                      | John Akii-Bua     | Uganda                | Monaco, Germania Ovest     | 2 settembre 1972  |       |
| 47"64                      | Edwin Moses       | Stati Uniti           | Montréal, Canada           | 25 luglio 1976    |       |
| 47"45                      | Edwin Moses       | Stati Uniti           | Los Angeles, Stati Uniti   | 11 giugno 1977    |       |
| 47"13                      | Edwin Moses       | Stati Uniti           | Milano, Italia             | 3 luglio 1980     |       |
| 47"02                      | Edwin Moses       | Stati Uniti           | Coblenza, Germania Ovest   | 31 agosto 1983    |       |
| 46"78                      | Kevin Young       | Stati Uniti           | Barcellona, Spagna         | 6 agosto 1992     |       |
| 46"70                      | Karsten Warholm   | Norvegia              | Oslo, Norvegia             | 1º luglio 2021    |       |
| 45"94                      | Karsten Warholm   | Norvegia              | Tokyo, Giappone            | 3 agosto 2021     |       |